# Egidio Feruglio (esploratore)
Egidio Stefano Feruglio (Feletto Umberto, 1º settembre 1897 – Udine, 14 luglio 1954) è stato un esploratore, naturalista e geologo italiano.
Nacque in una famiglia di agiati possidenti di Feletto Umberto, i Feruglio Broili, da Luigi e Anna D’Agostina. Settimo di dodici figli, nel 1914 si diploma al Liceo Classico Stellini, appassionato degli scritti e della fama del geografo Marinelli si iscrive all'università di Firenze dove si è laureato nel 1920 in medicina e scienze naturali.
Dal 1920 al 1925, viene assunto con la carica di naturalista alla "Stazione Chimico - Agraria sperimentale di Udine," e assistente professore di geologia presso l'Università di Cagliari.
Durante questo periodo si dedicò in particolare agli studi e geografici, geologici idrologici e glaciologi delle Alpi, Appennini e dell'isola di Sardegna, e ha dato lezioni pratiche della classe a cui è stato distaccato.
Nel 1925, su invito del geologo Guido Bonarelli, direttore della divisione geologica della Yacimientos Petrolíferos Fiscales, si reca in Argentina dove viene assunto come assistente geologo e dove lavorerà fino al 1928, compiendo in questo periodo numerosi viaggi di studio nelle province di Salta, Jujuy, Mendoza, Rio Negro, Chubut e Santa Cruz, alla ricerca di giacimenti petroliferi.
Dopo un viaggio di un anno in Italia, dove si specializza sullo studio dei fossili presso l'Istituto di Geologia dell'Università di Bologna, torna in Argentina per continuare gli studi geologici commissionatiti dalla Yacimientos Petrolíferos Fiscales in Patagonia e nella provincia di Salta.
Dal 1932 al 1934 ritorna in Italia, in questo periodo lavorerà per l'Istituto Geologico dell'Università di Bologna, come direttore della sezione di paleontologia, dedicandosi allo studio dei fossili delle Alpi orientali. Costretto a lasciare l'insegnamento, per il rifiuto ad iscriversi al Partito Fascista, torna in Argentina nel 1934, dove riprende il suo lavoro di ricerca come capo della esplorazione geologica condotta dalla Yacimientos Petrolíferos Fiscales in Patagonia.
Nel 1937, passa alla Direzione Generale con sede a Buenos Aires e da qui effettuerà viaggi di studio geologico a Corrientes, Mendoza, Neuquén, Rio Negro, Patagonia e Terra del Fuoco.
A metà del 1940 viene distaccato presso l'Università Nazionale di Cuyo in Mendoza, con la missione di ri-organizzare l'Istituto sugli studi petroliferi creando un corso di mineralogia e geologia presso la Facoltà di Agraria.
Nel 1941 entra a far parte in modo permanente all'università di Cuyo. Da allora ha continuato nel suo ruolo di direttore dell'Istituto studi petroliferi, e come professore nella cattedra del dipartimento di geologia e petrologia.
Oltre ai lavori e gli studi direttamente connessi alle sue posizioni universitarie, ha portato avanti le sue esplorazioni in Uruguay, sulla Cordigliera del Lago Argentino (insieme a Padre Alberto Maria De Agostini) e di viaggio per le province di Córdoba, San Juan, La Rioja, ecc, oltre che la parte meridionale e centrale del Cile e del Brasile.
Autore di centinaia di pubblicazioni sulla geologia, la paleontologia e la morfologia, pubblicate in Italia e in Argentina, illustrate in parte con mappe geologiche. 
Fra i suoi contributi principali vanno ricordati i suoi studi scientifici sulla geologia e morfologia in Italia del Friuli e del Veneto e nel Sud America della Patagonia.
Ha collaborato con numerose riviste europee e Argentine. È stato membro della National Academy of Sciences e socio corrispondente di diverse istituzioni scientifiche nazionali ed estere.
Presago della sua fine, ritorna in Friuli, dove muore presso l'Ospedale Civile di Udine il 14 luglio 1954.

## Riconoscimenti
Una delle "Grotte di Villanova", in provincia di Udine porta il suo nome, così come il "Museo Paleontologico Egidio Feruglio" a Trelew, in Argentina.
Dal 1997 per il centenario dalla nascita dell'esploratore friulano le scuole medie di Feletto Umberto si fregiano del suo nome.
Nella cittadina di El Calafate nella provincia di Santa Cruz nella Patagonia argentina, gli è stata intitolata una via.
Infine, all'interno del polo scientifico e tecnologico dell’Università degli Studi di Udine è presente un complesso di 8 aule polifunzionali (denominate: Alfa 1/2, Beta 1/2, Gamma 1/2, Delta 1/2) intitolato proprio al Feruglio.